# Silver Cliff (Kolorado)
Silver Cliff – miasto w Stanach Zjednoczonych, w stanie Kolorado, w hrabstwie Custer.